# Kamnito-železov meteorit
Kamnito-železov meteorit ali siderolit je pripadnik po številu manjše skupine meteoritov. Predstavljajo samo 5% vseh meteoritov. Sestavljeni so iz mešanice silikatnih mineralov in zlitine železa in niklja.

## Delitev na skupine
Kamnito-železove meteorite delimo na dve skupini:
- palaziti
  - Glavna skupina (značilen meteorit je Krasnojarsk)
  - Skupina Eagle-station (značilen meteorit je Eagle Station)
  - Piroksenovi palaziti (značilen meteorit je Vermillion)
- mezosideriti

V notranjosti imajo rumenozelene kristale olivina, ki so obogateni z magnezijem. Obdani so s kovinsko svetlečo osnovno matrico. Pri višji vsebnosti kovine se lahko opazi Widmanstättnova struktura. Verjetno ta vrsta meteoritov izvira iz mejnega področja med skorjo (bogato z olivinom) in jedrom (bogatim z železom in nikljem)